# Max Ludwig
Max Ludwig (n. 22 aprilie 1896, Halle (Saale), Imperiul German – d. 26 septembrie 1957, Berlin, RDG) a fost un bober ce a reprezentat Germania, medaliat olimpic. A participat la o ediție a Jocurilor Olimpice (1932) în care a câștigat o medalie de bronz.

## Participări
Lista de mai jos prezintă principalele competiții la care a participat Max Ludwig de-a lungul carierei.
- bobsleigh at the 1932 Winter Olympics – four-man[*]